# THE NINE OCEANS
THE NINE OCEANS（ザ・ナイン・オーシャンズ）は、日本のロックバンドである。所属レーベルはT90 Planning Departmentを自称している。メンバーは、Show（ボーカル）Kanau（リードギター）Yuta（リズムギター）Shuto（ドラム）Yuki（ベース）の5名で、平均年齢は20歳である。最年長がYutaで、最年少がShutoとKanau。出会いは、インターネット掲示板Our Soundsであり、そこでShowがメンバーの募集をかけたことである。最初にRyuichiが加入、その後YutaとShutoが加入。ShutoとKanauは高校時代、軽音楽部の同期であり、Shutoのバンド加入時に紹介で加入が決定。Ryuichi脱退後、Yukiは下北沢のライブハウスで知り合い加入した。

## メンバー
Show（ボーカル）
2000年10月、東京生まれ練馬育ち。中学時代よりギターを始め、高校時代は高校の軽音楽同好会に所属していた。しかし、バンドの解散などによって幽霊部員となった。バンドで世界を目指したいという夢を諦めきれず、高校時代から作詞作曲を続け、Our Soundsで大学１年の時にRyuichiに出会う。
Kanau（リードギター）
2002年8月生まれ。東京都の瑞穂町出身。ドラムのShutoに誘われバンドに加入。副リーダー。好きな牛丼は、 高菜明太マヨ牛丼である。
Yuta（リズムギター）
1999年9月生まれ。大宮育ち。バンド最年長メンバー。
Shuto（ドラム）
2002年6月生まれ。青梅出身。ドラムを始めたきっかけは、太鼓の達人が得意であったから。
Yuki（ベース）
2000年10月生まれ。大学ではフランス語を専攻している。フランスへの短期留学もしていた。

### 旧メンバー
Ryuichi（ベース）サポートメンバー
2001年1月生まれ。中国、UAEへの居住経験あり。楽曲のアレンジを担当してきた。

## バンド名
バンド名「THE NINE OCEANS」は、Showの「世界を舞台にしたい」思いから、Ryuichiが「Eight Oceans」という名前を提案したことに由来する。Ryuichiが7つの海を8つの海と勘違いしていたため「Eight Oceans」と提案したようだったが、Showが「9が好き」と言い出し、「THE NINE OCEANS」という名称に確定した。Ryuichi曰く、OCEAN（海）は、どこにでもつながっていてどこへでも行けるからという意味だという。Showは、それに加えて「母なる海」「どんな川も海へ行きつく」なども意味していると言っている。当初、Showは「EAST MEETS WEST」というバンド名を考えていたが、Ryuichiにダサいと一蹴された。

## 来歴
- 2020年
  - 11月 - 1stシングル「Copy And Paste」をリリース
- 2021年
  - 2月 - 2ndシングル「RIGHT NOW!」をリリース
  - 4月 - 3rdシングル「チェイス・トゥー・ファー」をリリース
  - 7月 - 1stアルバム「1U8（イチカバチカ）」をリリース　新宿Cat’s Holeにて初ライブ
  - 8月 - 4thシングル「勝南」をリリース
  - 10月 - 5thシングル「HIGH FIVE」をリリース
- 2022年
  - 2月 - 6thシングル「FoMO」をリリース
  - 12月 - 7thシングル「獅子吼」をリリース

## 影響を受けた音楽
パラモア、ザ・レッド・ジャンプスーツ・アパラタス、グリーン・デイ、Sum 41、リンキン・パーク、ニルヴァーナ、レッド・ホット・チリ・ペッパーズ、グッド・シャーロット、パパ・ローチ、マイ・ケミカル・ロマンス、ONE OK ROCK、MY FIRST STORY、RIZE、The BONEZ、coldrain、FACT、Def Tech、ボブ・マーリー、Ka’au Crater Boys、アヴィーチー、エド・シーラン、カミラ・カベロ、八代亜紀。